# Rostrum

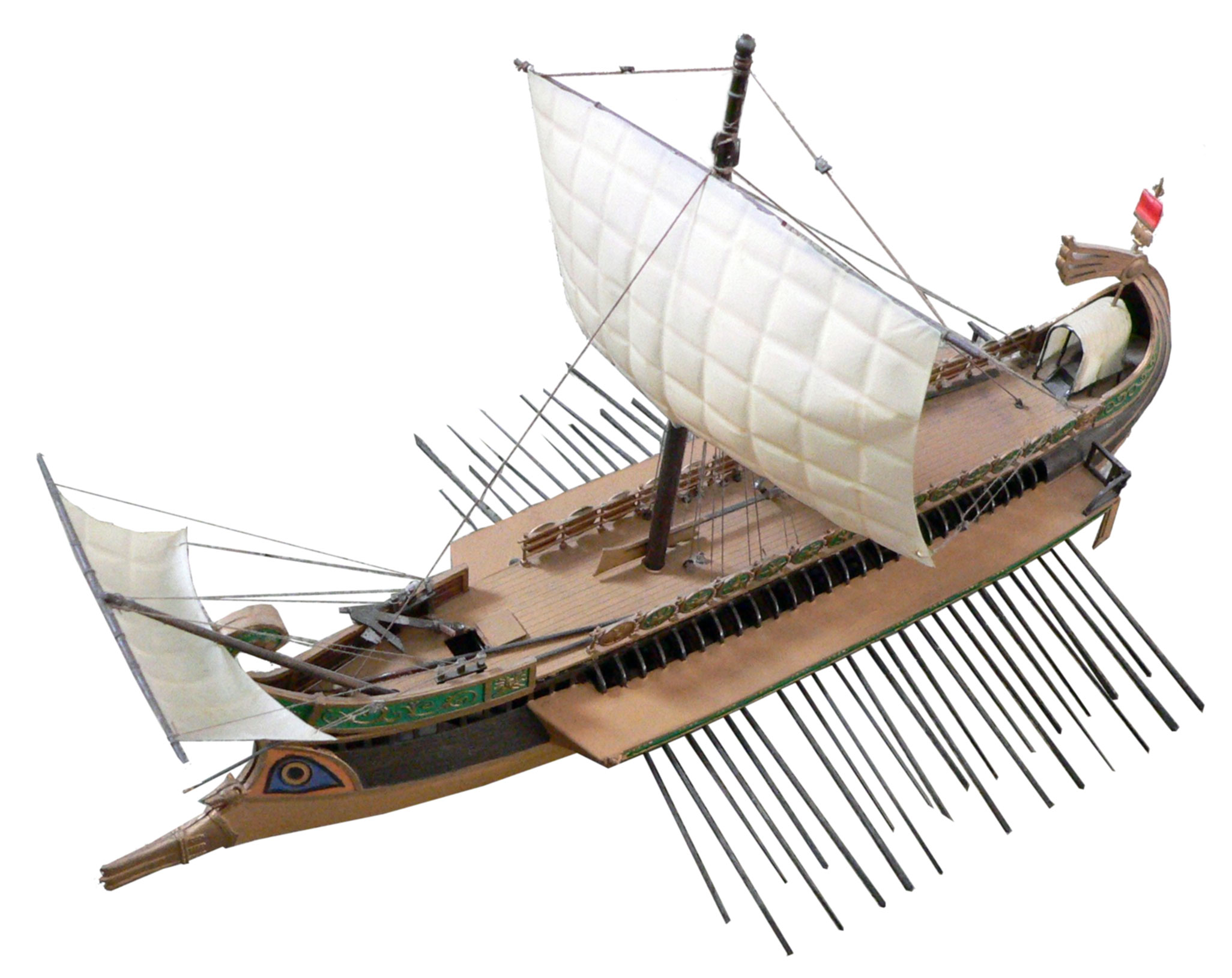
Modelo a escala de un birreme romano en el que se puede apreciar su espolón de ataque en la proa.

El rostrum era un arma de ataque de la naves de guerra romanas consistente en un espolón hecho de una fuerte y robusta pieza de madera sujeta a la roda de la embarcación y que a su vez se forraba de hierro o bronce. Con ella se intentaba embestir a los barcos enemigos para romperles el casco y mandarles a pique. En sus inicios consistía en una especie de lanza, para más tarde pasar a tener forma de pirámide, cono, cuerno y pico de ave. Los hubo también rectos con uno, dos o tres dientes (rostrum tridens)
En su construcción se tomaba grandes precauciones para que estuviese sujetado de manera sólida y no se desmontase por los choques.
Los griegos ya utilizaban esta arma que denominaban émbolos.